# Serra de Santa Isabel
A Serra de Santa Isabel é uma elevação de Portugal Continental, com 992 metros de altitude no seu topo (Piorneiro). Situa-se no Minho, nos concelhos de Amares e Terras de Bouro. 
Nesta serra encontram-se as aldeias de Santa Isabel do Monte, Covide e Ventoselo.